# Alexandru Bogdan-Pitești
Alexandru Bogdan-Pitești (n. 13 iunie 1870, Pitești, România – d. 12 mai 1922, București, România) a fost un om de cultură, poet, eseist, critic de artă și colecționar de artă român. 
În 1896, a întemeiat Salonul Independenților, după modelul francez al „Salonului Societății Artiștilor Independenți ”, din Paris, iar în 1898 fondează „Societatea Ileana”. 

## Date biografice
Alexandru Bogdan-Pitești s-a născut pe 13 iunie 1870 la Pitești, în familia unui refugiat aromân din Ioanina (astăzi în Grecia). Mistificator al propriei genealogii (se pretindea când coborâtor al boierilor Bogdănești, când fiu nelegitim al domnitorului Alexandru Ioan Cuza) avea bovarisme nobiliare ca și frecventatorii săi Alexandru Macedonski și Mateiu Caragiale - aprecia criticul literar Paul Cernat:  
„Tot Domnica avea s-o cheme și pe viitoarea soție a lui Alexandru, o fostă artistă de cabaret cu aspect de garçon , bisexuală ca și soțul, amantă sporadică a lui Mateiu Caragiale. Model pentru nudurile lui Theodor Palady, Camil Ressu și Dimitrie Paciurea, „Mica” - așa cum era alintată de prieteni - a devenit în anii 1950 „tovarășa Bogdan”, soră la serviciul deparazitării din cadrul Spitalului Central bucureștean.”—Paul Cernat, Avangarda românească și complexul periferiei, Editura Cartea Românească, București, 2008, p. 144.
Format în atmosfera Parisului decadent, cu studii neterminate de Litere și Medicină la Montpellier și Geneva, colaborator la publicații franco-elvețiene, Alexandru Bogdan-Pitești a fost implicat în mișcări anarhiste, urmărit de poliție și expulzat. Era prieten cu reprezentanții Decadenței occidentale: Barres, Verlaine, Moréas, Maeterlink, Octave Mirabeau, Huysmans, Joséphin Péladan, etc.. 

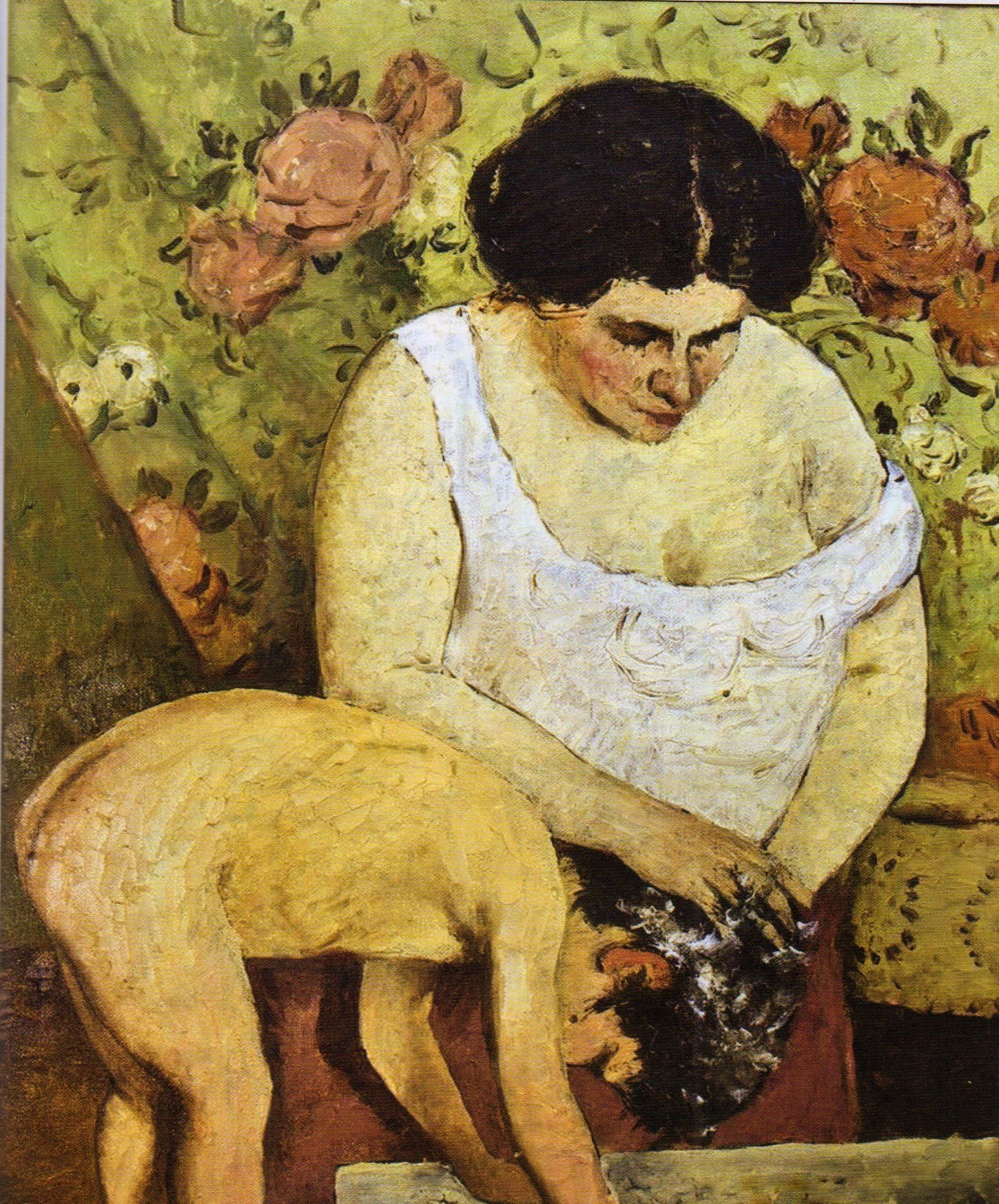
Lăutul - pictură realizată de Ștefan Luchian și aflată în colecția lui Al. Bogdan-Pitești

În anul 1896, Al. Bogdan-Pitești a organizat la București, pe model parizian, prima expoziție internațională a artiștilor independenți, căreia i-a scris și manifestul. Doi ani mai târziu, realiza expoziția internațională a Societății de artă „Ileana”, fondată împreună cu Ion C. Bacalbașa[nefuncțională]
. A prefațat și finanțat, în 1897, volumul de versuri în limba franceză „Bronzes” cu care poetul Alexandru Macedonski s-a lansat la Paris. În 1900, colecționarul a patronat prima revistă autohtonă de artă modernă (numită tot Ileana și condusă de același Bacalbașa). Apare ca personaj în câteva romane ale epocii: Lunatecii și Venin de mai de Ion Vinea, Don Juan, Cocoșatul de Ion Călugăru, Demoniaca al Lucrezziei Karr (1922), dar și în jurnalele lui Gala Galaction și Mateiu Caragiale. 
„Din 1908, Al. Bogdan-Pitești a păstorit ca amfitrion, în vacanțele de la castelul său de pe moșia Vlaici din jud. Olt, o colonie de artiști și scriitori moderni, iar din 1910 și-a inaugurat casa din Știrbei Vodă. În perioada 1913-1914, a condus cotidianul Seara, finanțat de Puterile Centrale. Colaboraționist în timpul ocupației germane, Al. Bogdan-Pitești va fi după anul 1918 supus oprobriului public”.  

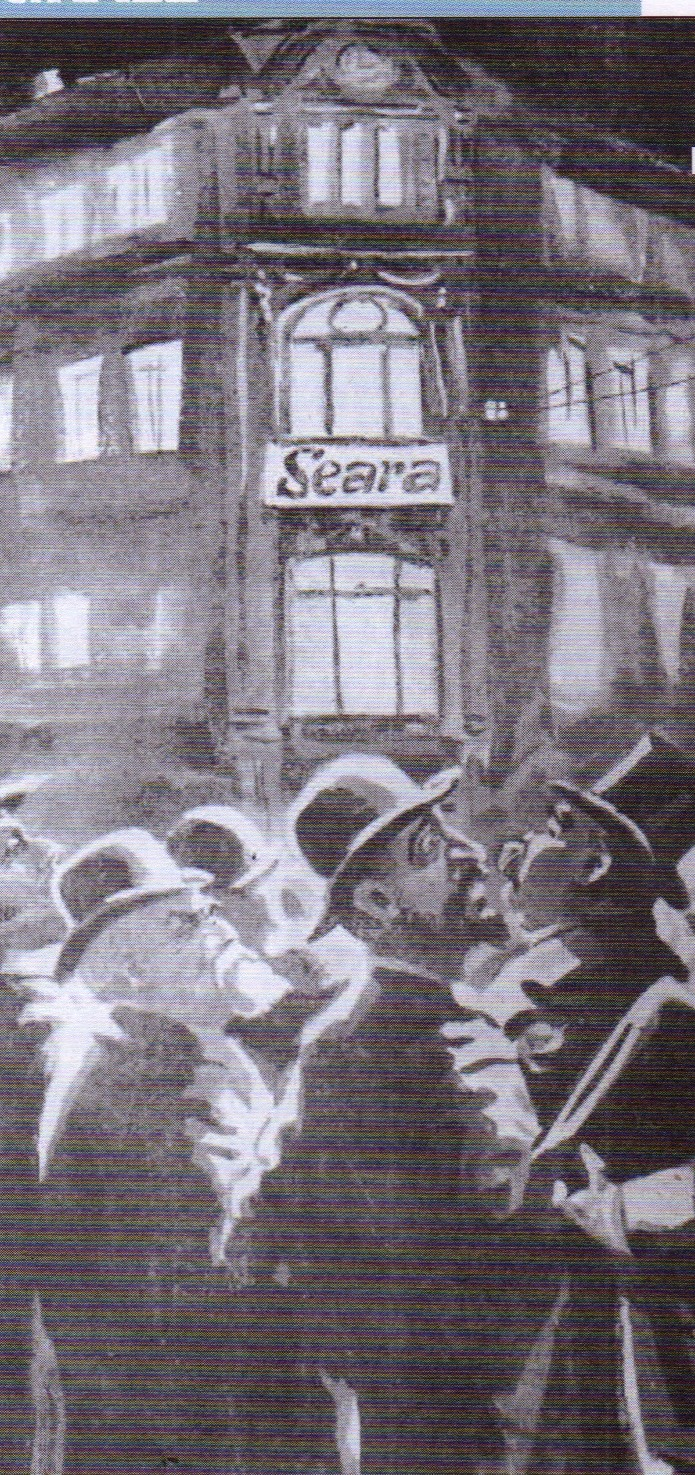
Ion I.C. Brătianu, Take Ionescu și Alexandru Bădărău, așteptând cel mai nou număr al ziarului „Seara” (desen din 1913, de Nicolae Petrescu Găina)

Armeanul Krikor H. Zambaccian, colecționar și critic de artă, i-a schițat, în volumul „Însemnările unui pasionat de artă”, un portret realist:  
„Alexandru Bogdan-Pitești era plămădit dintr-un aluat de contraste la care au contribuit în egală măsură geniul răului și cel al binelui. Era în acest personaj un amestec de senior și plebeu, de creștin și păgân, de tiran și revoltat. Cinic și duios, generos pe de-o parte, escroc pe de alta, Al. Bogdan-Pitești savura abjecția pe care o servea cu cinism. Al. Bogdan-Pitești iubea libertatea în gradul în care ar fi putut abuza de ea. Și acest om, anarhic față de orânduielile lumești, nu recunoștea decât o singură ierarhie: talentul.”—Krikor H. Zambaccian, Însemnările unui amator de artă, Editura de Stat pentru Literatură și Artă, cap. VIII, București, 1957, p. 85.
Pe 12 mai 1922 a sucombat subit, în timpul unei convorbiri telefonice, Al. Bogdan-Pitești, primul colecționar, animator și mecena al artei moderne autohtone, înaintea lui K.H. Zambaccian și I. Kalinderu. Din păcate, moartea sa a adus și risipirea colecției sale, mai ales după donația către stat din 1925.
Sprijinit financiar și moral în diverse etape ale vieții, Tudor Arghezi n-avea să uite de Alexandru Bogdan-Pitești, dovadă următoarea afirmație:
„La 27 aprilie 1947 se împlinesc douăzeci și cinci ani de la moartea acelui om excepțional care s-a numit Alexandru Bogdan-Pitești, excepțional pe toate dimensiunile lui excepționale: și bune și foarte rele. Natură dinamică și de devoțiune, el n-a avut răgazul singurătății unei opere literare, dar energiile, marea lui dăruire, un optimism imens și o camaraderie unică au fertilizat pe cincizeci de ani și artele și literatura.”—Tudor Arghezi, Pagini alese, Editura Regis, București, 2005, p. 104.
Poetul Benjamin Fundoianu / Fondane (pseudonimul literar al lui Benjamin Barbu Wexler), teoretician literar franco-român de origine evreiască (mort în anul 1944 în lagărul nazist de exterminare de la Auschwitz) îi dedică, la rândul lui, următoarele rânduri:  
„Numai la Bogdan-Pitești puteai să bei cafea între Luchieni și Iseri, numai la dânsul puteai vorbi între Ressu și Brâncuși, numai acolo, conversația, delicată și lubrică, rafinată și trivială, își găsea, între pereții ornați, adevăratul cadru. Inteligența lui Bogdan priveghea între noi, gata de replică, neprevăzută, ageră. Pe urma lui rămâne cea mai frumoasă colecție de artă românească din câte avem. Și e prea mult. Poate „rămâne” ceva de pe urma oamenilor care au „existat” în adevăr?”—Victor Stoleru, „B. Fundoianu, Benjamin Fondante”, Editura „Grai și Suflet” Cultura Națională, București, 2000, p. 101.

## Colecția
Artiști români prezenți în Colecția Alexandru Bogdan-Pitești erau, Nina Arbore, Constantin Artachino, Apcar Baltazar, Alexandru Brătășanu, Constantin Brâncuși, Maria Curdea-Steurer, Cecilia Cuțescu-Storck, Nicolae Dărăscu, Ștefan Dimitrescu, Oscar Han, Iosif Iser, Ștefan Luchian, Cornel Medrea, G.D. Mirea, Dimitrie Paciurea, Theodor Pallady, Camil Ressu, Jean Al. Steriadi, Frederic Storck, Ion Theodorescu Sion, Nicolae Tonitza, Nicolae Vermont, Arthur Verona.